# Узаков, Алишер Мухаммаджонович
Алишер Мухаммедович Узаков (узб. Alisher Muhammadovich Uzoqov; родился 25 августа 1984; Ташкент, Узбекская ССР, СССР) — узбекский актёр, певец, режиссёр и футболист.

## Биография и семья
Алишер Узаков родился 25 августа 1984 года в столице Узбекской ССР — Ташкенте. Алишер Узаков жил и учился в Ташкенте. Его отец — Мухаммед Узаков известный певец и актёр, мать Шахида Узакова известная актриса. Алишер Узаков является внуком известного узбекского народного певца — Маъмур Узакова. Алишер Узаков женат, есть сын и дочка.
Алишер Узаков получил широкое признание и известность в Узбекистане в 2009 году после главной роли в узбекском драматическом кинофильме Janob hech kim (Мистер никто). С тех пор Узаков снимался во многих узбекских фильмах.
Алишер Узаков также попробовал свои силы в режиссуре и в 2012 году снял фильм «Endi dadam bo’ydoq?». В 2012 году Узаков заявил об окончании карьеры в качестве актёра и подписал контракт с ташкентским футбольным клубом «Истиклол» который выступает в Первой лиге чемпионата Узбекистана. В составе «Истиклола» Узаков играл до 2015 года.
В 2016 году работал в театре «Дийдор» Баходыра Юлдашева. Играл в главной роли спектакля «Юлдузли тунлар».
В 2017 году первый раз стал телеведущим на канале Zo’r TV в телевизионном музыкальном шоу «The Cover UP».

## Фильмография
Ниже в хронологическом порядке-упорядоченный список фильмов в которых Алишер Узаков появился. В скобках указано русское название.
- Великан (2003)
- Застава (2007) (сериал, Россия)
- Telba (Иной) (2008)
- Tutash taqdirlar (Связанные судьбы) (сериал) (2008)
- Janob hech kim (Мистер Х) (2009)
- Kirakash (Бомбила) (2009)
- Qalbaki (Фальшивый) (2009)
- Soʻnggi lahza (Последнее мгновение) (2009)
- Tundan tonggacha (От заката, до рассвета) (2009)
- Uylanish (Женитьба) (2009)
- Farishta (Ангел) (2010)
- Men talabaman! (Я студент!) (2010)
- Qorakoʻz (Черноглазая) (2010)
- Havfli sarguzasht (Опасные приключения) (2010)
- Hay-fay bolakay (Hi-Fi детка) (2011)
- Ishonch (Доверие) (2011)
- Kichkina hoʻjayin (Маленький босс) (2011)
- Mening akam boʻydoq! (Мой брат холостяк!) (2011)
- Oling quda, bering quda (Возьмите, берите) (2011)
- Omadli yigitlar (Удачливые парни) (2011)
- Oʻxshatmasdan uchratmas (Не став похожим не станет подражать) (2011)
- Uchrashuv (Встреча) (2011)
- Zamonaviy sovchilar (Современные сваты) (2011)
- 3.2.1. Do’st, dunyo, imkon. (3.2.1. Друг, мир, возможность.) (2012)
- Aql va yurak (Разум и сердце) (2012)
- Dunyo (Мир) (2012)
- Kichkina odamning katta tanishi (Большой друг маленького человека)
- Endi dadam boʻydoq? (Теперь мой отец холостяк?) (2012)
- Sevgi farishtasi (Ангел любви)
- Soʻnggi qoʻngʻiroq (Последний звонок) (2012)
- Super qaynona (Супер свекровь) 2012)
- Tundan tonggacha 2 davom etadi… (От заката до рассвета продолжается…) (2012)
- Vafodorim (Мой Верный) (2012)
- Yolgʻizginam (Моя единственная) (2012)
- Oʻgay ona (Мачеха)
- Nafs (Соблазн)
- Bevalar (Вдовы) (2013)
- Sevgi farishtasi 2 (Ангел любви 2) (2013)
- Sensiz hayot zerikarli (2014)
- Akajon xizmatingizdamiz (2013)
- Dil payvandi (сериал)
- Zebuzar (Зебузар)
- Keragimsan (Ты мне нужен)
- Lafz (Слово)
- Mening doʻstim jin (Мой друг джин) (камео)
- Sen ketma (Ты не уходи) (камео)
- Sensiz (Без тебя)
- Seni sevdim (Полюбил тебя)
- Tasodif (Случайность)
- Faqat g’alaba (Только победа)
- Xoʻja Nasriddin: oʻyin boshlandi (Ходжа Насреддин — игра начинается) (2005) (озвучка)
- Jannatdagi boʻri bolasi (Волчонок в Раю)
- Kuzda gullagan daraxt

## Синглы
- Durdona yor
- Yonimda
- Kerak emas menga
- Kichkina xoʻjayin (дуэт с Ziyoda)
- Meni yuragim
- Mubtaloman
- Nahotki shu
- Oshiq yurak
- Qorakoʻzim
- Tilim qursin (дуэт с Нилюфар)
- Deraza
- Hi-Fi bolakay (Macarena)

## Награды
В 2012 году стал победителем M&TVA
- В номинации «Лучший актёр года — 2012»
- В качестве режиссёра в номинации "Лучший Фильм года — 2012 (Endi dadam bo’ydoq?) "

## В качестве футболиста
В 2012 году Узаков заявил об окончании карьеры в качестве актёра и подписал контракт с ташкентским футбольным клубом «Истиклол» который выступает в Первой лиге чемпионата Узбекистана. Выступал за данный клуб до 2015 года.
| Рост и вес | 181/73             |
| Амплуа     | нападающий         |
| Клуб       | 2012—2015 Истиклол |